# Deisinger
Deisinger je priimek v Sloveniji, ki ga je po podatkih Statističnega urada Republike Slovenije na dan 1. januarja 2010 uporabljalo 48 oseb in je med vsemi priimki po pogostosti uporabe uvrščen na 7.739. mesto.
Do 1. januarja 2015 je priimek Deisinger uporabljalo 47 oseb in je med vsemi priimki po pogostosti uporabe uvrščen na 7.971. mesto.
Do 1. januarja 2017 je priimek Deisinger uporabljalo 47 oseb in je med vsemi priimki po pogostosti uporabe uvrščen na 7.922. mesto.

## Znani nosilci priimka
- Dušan Deisinger, zdravnik, strokovni direktor Splošne bolnišnice Izola
- Mitja Deisinger (*1942), pravnik, ustavni sodnik